# Fortepiano (пісня)
«Fortepiano» — другий сингл із студійного альбому «Любий друг» української співачки Христини Соловій, представлений 21 грудня 2017 року під лейблом «Суперсиметрія». Разом із синглом було представлено музичне відео на цю композицію.

## Огляд
Як зазначила сама Христина, запис пісні тривав два роки через те, що весь цей час не вдавалося знайти ідеальне звучання. Саунд-продюсером пісні став Милош Єлич, інженером запису — Ігор Пригоровський, а режисером музичного відео — Анна Бурячкова. Музичне відео та сама пісня є досить автобіографічними, адже у них Христина згадує свої минулі уроки гри на фортепіано, а також перше кохання, яким і став її вчитель музики.
|                    | Fortepiano – найдорожча для мене пісня, одна з моїх перших авторських. Впродовж останніх двох років ми кілька разів її записували в студії, але щоразу результат мене розчаровував. Вважаю, що зараз – це найкраща моя пісня. Цим синглом я привідкриваю завісу звучання мого другого альбому, який буде авторським. Народні пісні нікуди не зникають, певна, я ще запишу багато улюблених народних пісень. Проте зараз мені хочеться поділитися зі слухачами частиною своєї історії, своєю музикою. |
| — Христина Соловій | |

## Музичне відео
21 грудня 2017 року в YouTube було представлено музичне відео на цю композицію. За 4 місяці відео зібрало більше 4 млн переглядів. Анна Бурячкова, режисер відеокліпу, так прокоментувала свою роботу:
|                  | Я хотіла показати іншу “іншу Христину”. Не таку, до якої звик глядач за останні 2 роки, а більш справжню, жіночну, сильну, харизматичну. Дівчину, яка можливо і виглядає як підліток, тендітна та ніжна, але має в собі щось особливе, доросле, інтригуюче. «Fortepiano» - прекрасна пісня. У ній вже з самого початку закладена низка образів, які так і просяться назовні. Проте мені не хотілося напряму підтримувати пісню візуальним рядом. Образи в тексті і так вже досить яскраво виражені. Звичайно, відео не має жити окремо, тому використала більш делікатний підхід. Ми кінематографічно підійшли до візуалізації задуму. Створили невеличкий фільм, розповіли історію життя |
| — Анна Бурячкова | |

Христина про своє бачення кліпу повідомила:
|  | Ідею для відео я шукала не менше, ніж потрібний саунд. Відчувала, що кліп має підсилювати емоційне навантаження пісні, а вона - бути саундтреком до історії. Анна Бурячкова знайшла спосіб це показати, використавши кінематографічний підхід. Вона запропонувала історію, яка є певною мірою для мене особистою, автобіографічною. Нам вдалося зняти маленьке кіно і велику драму. Переконана, у нас вийшло мистецтво. |

## Список композицій
| #  | Назва        | Тривалість |
| -- | ------------ | ---------- |
| 1. | «Fortepiano» | 4:06       |